# 1921년 전국체육대회 정구

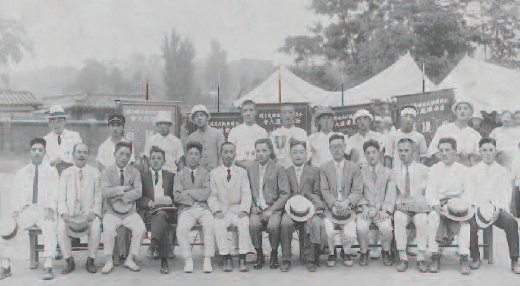
대회에 참가한 각 선수단 대표들의 모습

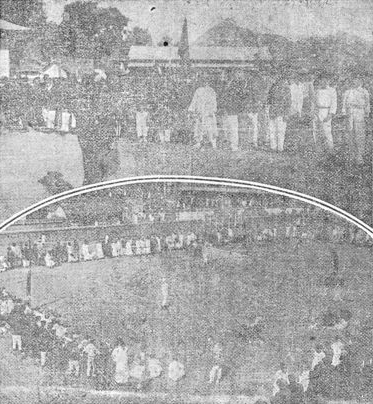
대회 첫째날 모습

1921년 전국체육대회 정구는 일제강점기 조선 경성부에서 개최된 1921년 전국체육대회의 경기 종목이다. '제1회 전조선정구대회'로 개최되었으며 1921년 10월 15일부터 10월 17일까지 보성고등보통학교 운동장에서 개최되었다.

## 대회 준비
조선체육회는 당초 제1회 전조선정구대회를 1921년 7월 10일부터 사흘간 명동에 있는 동순태 코트에서 개최할 예정이었다. 하지만 제1회 전조선소년야구대회 결승전에서 난동이 발생하자 1921년 6월 26일에 긴급 이사회를 개최해 개최 일정을 연기하기로 결정했다. 조선체육회는 1921년 7월 23일에 제2회 정기총회를 통해 새 회장이 선출되고 새롭게 구성된 집행부가 개최 준비를 이어받아 1921년 10월 15일부터 10월 17일까지 사흘간 보성고등보통학교 운동장에서 제1회 전조선정구대회를 개최하게 된다.

## 대회 진행
중학부 종목에는 경신학교 정구단, 보성고등보통학교 정구단, 선린상업학교 정구단, 송도고등보통학교 정구단, 양정고등보통학교 정구단, 오산고등보통학교 정구단, 중앙고등보통학교 정구단, 휘문고등보통학교 정구단 등 8개 정구단이 참가했고 청년부 종목에는 개성남부엡웟청년회 정구단, 경성전수학교 정구단, 금강구락부 정구단, 금산청년회 정구단, 보전친목회 정구단, 시천교청년회 정구단, 예산구락부 정구단, 원산청년회 정구단, 조선불교청년회 정구단 등 9개 정구단이 참가했다.
중학부 종목에서는 결승에서 송도고등보통학교가 휘문고등보통학교를 이기고 우승했으며, 청년부 종목에서는 결승에서 금강단이 개성남부청년회를 이기고 우승했다.
한편 조선체육회는 그간 여러 대회에서 불상사가 자주 발생하자 동아일보 지면을 통해 단체 응원을 금지하고 개인 응원은 박수치는 것만 허용하는 것과 관중이 신사적인 태도를 지켜달라는 관중 수칙을 홍보하기도 하고, 경기 규칙과 심판 규정도 동아일보 지면을 통해 발표했다.

## 경기장
| 경기장                  | 도시 | 좌석 | 수용 | 부문   | 세부 종목 | 비고 |
| ----------------------- | ---- | ---- | ---- | ------ | --------- | ---- |
| 보성고등보통학교 운동장 | 경성 |      |      | 전부문 | 전종목    |      |

## 정구단
| 부문        | 정구단                           | 도시 | 첫 참가 | 횟수 | 비고 |
| ----------- | -------------------------------- | ---- | ------- | ---- | ---- |
| 청년부 남자 | 개성남부엡웟청년회 정구단 (경기) | 개성 | 1921    | 1    |      |
| 청년부 남자 | 경성전수학교 정구단 (경기)       | 경성 | 1921    | 1    |      |
| 청년부 남자 | 금강구락부 정구단 (경기)         | 경성 | 1921    | 1    |      |
| 청년부 남자 | 금산청년회 정구단 (전북)         | 금산 | 1921    | 1    |      |
| 청년부 남자 | 보전친목회 정구단 (경기)         | 경성 | 1921    | 1    |      |
| 청년부 남자 | 시천교청년회 정구단 (경기)       | 경성 | 1921    | 1    |      |
| 청년부 남자 | 예산구락부 정구단 (충남)         | 예산 | 1921    | 1    |      |
| 청년부 남자 | 원산청년회 정구단 (함남)         | 원산 | 1921    | 1    |      |
| 청년부 남자 | 조선불교청년회 정구단 (경기)     | 경성 | 1921    | 1    |      |
|             |                                  |      |         |      |      |
| 중학부 남자 | 경신학교 정구단 (경기)           | 경성 | 1921    | 1    |      |
| 중학부 남자 | 보성고등보통학교 정구단 (경기)   | 경성 | 1921    | 1    |      |
| 중학부 남자 | 선린상업학교 정구단 (경기)       | 경성 | 1921    | 1    |      |
| 중학부 남자 | 송도고등보통학교 정구단 (경기)   | 개성 | 1921    | 1    |      |
| 중학부 남자 | 양정고등보통학교 정구단 (경기)   | 경성 | 1921    | 1    |      |
| 중학부 남자 | 오산고등보통학교 정구단 (전북)   | 고창 | 1921    | 1    |      |
| 중학부 남자 | 중앙고등보통학교 정구단 (경기)   | 경성 | 1921    | 1    |      |
| 중학부 남자 | 휘문고등보통학교 정구단 (경기)   | 경성 | 1921    | 1    |      |

## 경기 일정
| 1921년    | 1921년    | 10월 | 10월 | 10월 |
| 1921년    | 1921년    | 15일 | 16일 | 17일 |
| --------- | --------- | ---- | ---- | ---- |
| 청년부    | 남자 단체 |      |      |      |
| 중학부    | 남자 단체 |      |      |      |
| 일일 합계 | 일일 합계 | 0    | 1    | 1    |
| 누적 합계 | 누적 합계 | 0    | 1    | 2    |

## 경기 결과

### 청년부
|  | 1라운드                          | 1라운드                          |                                  |   | 2라운드 | 2라운드 |  |  | 준결승 | 준결승 |  |  | 결승 | 결승 |
|  |                                  |                                  |                                  |   |         |         |  |  |        |        |  |  |      |      |
|  | 10월 15일 - 경성                 |                                  |                                  |   |         |         |  |  |        |        |  |  |      |      |
|  |                                  |                                  |                                  |   |         |         |  |  |        |        |  |  |      |      |
|  | 경성전수학교 정구단 (경기)       | 3                                |                                  |   |         |         |  |  |        |        |  |  |      |      |
|  | 경성전수학교 정구단 (경기)       | 3                                | 10월 15일 - 경성                 |   |         |         |  |  |        |        |  |  |      |      |
|  | 금산청년회 정구단 (전북)         | 0                                |                                  |   |         |         |  |  |        |        |  |  |      |      |
|  | 금산청년회 정구단 (전북)         | 0                                | 경성전수학교 정구단 (경기)       | 3 |         |         |  |  |        |        |  |  |      |      |
|  | 10월 15일 - 경성                 |                                  | 경성전수학교 정구단 (경기)       | 3 |         |         |  |  |        |        |  |  |      |      |
|  |                                  | 시천교청년회 정구단 (경기)       | 0                                |   |         |         |  |  |        |        |  |  |      |      |
|  | 예산구락부 정구단 (충남)         | 시천교청년회 정구단 (경기)       | 0                                | 2 |         |         |  |  |        |        |  |  |      |      |
|  | 예산구락부 정구단 (충남)         |                                  | 10월 16일 - 경성                 | 2 |         |         |  |  |        |        |  |  |      |      |
|  | 시천교청년회 정구단 (경기)       | 3                                |                                  |   |         |         |  |  |        |        |  |  |      |      |
|  | 시천교청년회 정구단 (경기)       | 3                                | 경성전수학교 정구단 (경기)       | 1 |         |         |  |  |        |        |  |  |      |      |
|  | 10월 15일 - 경성                 |                                  | 경성전수학교 정구단 (경기)       | 1 |         |         |  |  |        |        |  |  |      |      |
|  |                                  | 개성남부엡웟청년회 정구단 (경기) | 3                                |   |         |         |  |  |        |        |  |  |      |      |
|  | 개성남부엡웟청년회 정구단 (경기) | 개성남부엡웟청년회 정구단 (경기) | 3                                | 3 |         |         |  |  |        |        |  |  |      |      |
|  | 개성남부엡웟청년회 정구단 (경기) |                                  |                                  | 3 |         |         |  |  |        |        |  |  |      |      |
|  | 원산청년회 정구단 (함남)         | 2                                |                                  |   |         |         |  |  |        |        |  |  |      |      |
|  | 원산청년회 정구단 (함남)         | 2                                | 개성남부엡웟청년회 정구단 (경기) |   |         |         |  |  |        |        |  |  |      |      |
|  |                                  |                                  |                                  |   |         |         |  |  |        |        |  |  |      |      |
|  |                                  |                                  | 부전승                           |   |         |         |  |  |        |        |  |  |      |      |
|  |                                  |                                  |                                  |   |         |         |  |  |        |        |  |  |      |      |
|  |                                  |                                  | 10월 16일 - 경성                 |   |         |         |  |  |        |        |  |  |      |      |
|  |                                  |                                  |                                  |   |         |         |  |  |        |        |  |  |      |      |
|  | 개성남부엡웟청년회 정구단 (경기) | 2                                |                                  |   |         |         |  |  |        |        |  |  |      |      |
|  | 개성남부엡웟청년회 정구단 (경기) | 2                                | 10월 15일 - 경성                 |   |         |         |  |  |        |        |  |  |      |      |
|  |                                  | 금강구락부 정구단 (경기)         | 3                                |   |         |         |  |  |        |        |  |  |      |      |
|  | 조선불교청년회 정구단 (경기)     | 금강구락부 정구단 (경기)         | 3                                | 3 |         |         |  |  |        |        |  |  |      |      |
|  | 조선불교청년회 정구단 (경기)     | 10월 16일 - 경성                 |                                  | 3 |         |         |  |  |        |        |  |  |      |      |
|  | 보전친목회 정구단 (경기)         | 0                                |                                  |   |         |         |  |  |        |        |  |  |      |      |
|  | 보전친목회 정구단 (경기)         | 0                                | 조선불교청년회 정구단 (경기)     | 0 |         |         |  |  |        |        |  |  |      |      |
|  |                                  |                                  | 조선불교청년회 정구단 (경기)     | 0 |         |         |  |  |        |        |  |  |      |      |
|  |                                  |                                  | 금강구락부 정구단 (경기)         | 3 |         |         |  |  |        |        |  |  |      |      |
|  |                                  |                                  | 금강구락부 정구단 (경기)         | 3 |         |         |  |  |        |        |  |  |      |      |
|  |                                  |                                  |                                  |   |         |         |  |  |        |        |  |  |      |      |
|  |                                  |                                  |                                  |   |         |         |  |  |        |        |  |  |      |      |
|  | 금강구락부 정구단 (경기)         |                                  |                                  |   |         |         |  |  |        |        |  |  |      |      |
|  |                                  |                                  |                                  |   |         |         |  |  |        |        |  |  |      |      |
|  |                                  |                                  | 부전승                           |   |         |         |  |  |        |        |  |  |      |      |
|  |                                  |                                  |                                  |   |         |         |  |  |        |        |  |  |      |      |
|  |                                  |                                  |                                  |   |         |         |  |  |        |        |  |  |      |      |
|  |                                  |                                  |                                  |   |         |         |  |  |        |        |  |  |      |      |
|  |                                  |                                  |                                  |   |         |         |  |  |        |        |  |  |      |      |
|  |                                  |                                  |                                  |   |         |         |  |  |        |        |  |  |      |      |
|  |                                  |                                  |                                  |   |         |         |  |  |        |        |  |  |      |      |
|  |                                  |                                  |                                  |   |         |         |  |  |        |        |  |  |      |      |
|  |                                  |                                  |                                  |   |         |         |  |  |        |        |  |  |      |      |
|  |                                  |                                  |                                  |   |         |         |  |  |        |        |  |  |      |      |
|  |                                  |                                  |                                  |   |         |         |  |  |        |        |  |  |      |      |

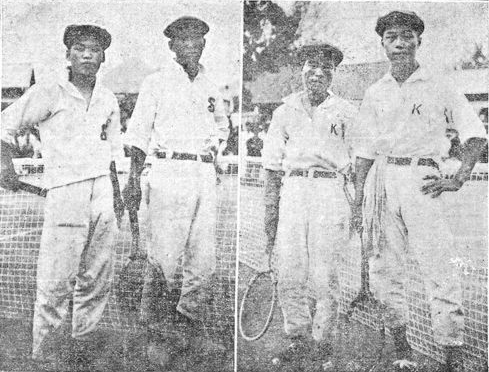
청년부 결승에 진출한 개성남부청년회(좌측)와 금강단(우측) 선수단의 모습

청년부 남자 단체 종목에서는 개성남부엡웟청년회 정구단, 경성전수학교 정구단, 금강구락부 정구단, 금산청년회 정구단, 보전친목회 정구단, 시천교청년회 정구단, 예산구락부 정구단, 원산청년회 정구단, 조선불교청년회 정구단 등 9개 정구단이 참가했다. 10월 15일에 10시부터 시작된 조선불교청년회 정구단과 보전친목회 정구단 간의 1라운드 첫번째 경기는 3:0으로 조선불교청년회 정구단이 승리했고, 개성남부엡웟청년회 정구단과 원산청년회 정구단 간의 1라운드 두번째 경기는 3:2로 개성남부엡웟청년회 정구단이 승리하며 2라운드에 진출했다. 예산구락부 정구단과 시천교청년회 정구단 간의 1라운드 세번째 경기 2:3으로 시천교청년회 정구단이 승리했고, 경성전수학교 정구단과 금산청년회 정구단 간의 1라운드 네번째 경기는 3:0으로 경성전수학교 정구단이 승리하며 2라운드에 진출했다. 금강구락부 정구단은 부전승으로 2라운드에 진출했다. 조선불교청년회 정구단과 금강구락부 정구단 간의 2라운드 첫번째 경기는 0:3으로 금강구락부 정구단이 승리했고, 경성전수학교 정구단과 시천교청년회 정구단 간의 2라운드 두번째 경기는 3:0으로 경성전수학교 정구단이 승리하며 3라운드에 진출했다. 개성남부엡웟청년회 정구단은 부전승으로 3라운드에 진출했다. 3라운드 대진 추첨에서 금강구락부 정구단은 부전승으로 결승에 직행이 결정된 후 진행된 경성전수학교 정구단과 개성남부엡웟청년회 정구단의 3라운드 경기는 1:3으로 개성남부엡웟청년회 정구단이 승리하며 결승에 진출했다. 결승에서 금강구락부 정구단이 개성남부엡웟청년회 정구단을 상대로 3:2로 이기며 우승을 차지했다.

### 중학부
|  | 8강                     | 8강                     |                         |   | 준결승 | 준결승 |  |  | 결승 | 결승 |
|  |                         |                         |                         |   |        |        |  |  |      |      |
|  | 10월 17일 - 경성        |                         |                         |   |        |        |  |  |      |      |
|  |                         |                         |                         |   |        |        |  |  |      |      |
|  | 선린상업학교 (경기)     | 0                       |                         |   |        |        |  |  |      |      |
|  | 선린상업학교 (경기)     | 0                       | 10월 17일 - 경성        |   |        |        |  |  |      |      |
|  | 송도고등보통학교 (경기) | 3                       |                         |   |        |        |  |  |      |      |
|  | 송도고등보통학교 (경기) | 3                       | 송도고등보통학교 (경기) | 3 |        |        |  |  |      |      |
|  | 10월 17일 - 경성        |                         | 송도고등보통학교 (경기) | 3 |        |        |  |  |      |      |
|  |                         | 양정고등보통학교 (경기) | 2                       |   |        |        |  |  |      |      |
|  | 양정고등보통학교 (경기) | 양정고등보통학교 (경기) | 2                       | 3 |        |        |  |  |      |      |
|  | 양정고등보통학교 (경기) |                         | 10월 17일 - 경성        | 3 |        |        |  |  |      |      |
|  | 경신학교 (경기)         | 0                       |                         |   |        |        |  |  |      |      |
|  | 경신학교 (경기)         | 0                       | 송도고등보통학교 (경기) | 3 |        |        |  |  |      |      |
|  | 10월 17일 - 경성        |                         | 송도고등보통학교 (경기) | 3 |        |        |  |  |      |      |
|  |                         | 휘문고등보통학교 (경기) | 2                       |   |        |        |  |  |      |      |
|  | 보성고등보통학교 (경기) | 휘문고등보통학교 (경기) | 2                       | 3 |        |        |  |  |      |      |
|  | 보성고등보통학교 (경기) | 10월 17일 - 경성        |                         | 3 |        |        |  |  |      |      |
|  | 오산고등보통학교 (전북) | 2                       |                         |   |        |        |  |  |      |      |
|  | 오산고등보통학교 (전북) | 2                       | 보성고등보통학교 (경기) | 1 |        |        |  |  |      |      |
|  | 10월 17일 - 경성        |                         | 보성고등보통학교 (경기) | 1 |        |        |  |  |      |      |
|  |                         | 휘문고등보통학교 (경기) | 3                       |   |        |        |  |  |      |      |
|  | 중앙고등보통학교 (경기) | 휘문고등보통학교 (경기) | 3                       | 0 |        |        |  |  |      |      |
|  | 중앙고등보통학교 (경기) |                         |                         | 0 |        |        |  |  |      |      |
|  | 휘문고등보통학교 (경기) | 3                       |                         |   |        |        |  |  |      |      |
|  | 휘문고등보통학교 (경기) | 3                       |                         |   |        |        |  |  |      |      |

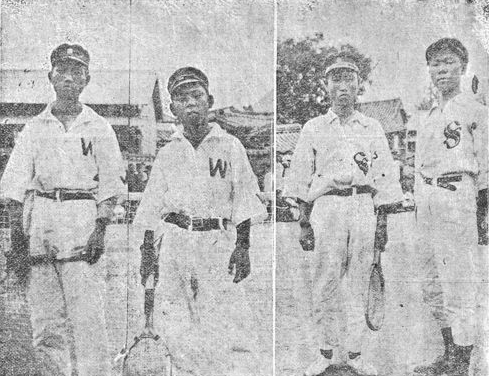
중학부 결승에 진출한 휘문고등보통학교(좌측)와 송도고등보통학교(우측) 선수단의 모습

중학부 남자 단체 종목에서는 경신학교 정구단, 보성고등보통학교 정구단, 선린상업학교 정구단, 송도고등보통학교 정구단, 양정고등보통학교 정구단, 오산고등보통학교 정구단, 중앙고등보통학교 정구단, 휘문고등보통학교 정구단 등 8개 정구단이 참가했다. 송도고등보통학교 정구단이 결승에서 휘문고등보통학교 정구단을 상대로 3:2로 이기며 우승을 차지했다.

## 메달 집계

### 최종 순위
| 순위 | 선수단   | 금메달 | 은메달 | 동메달 | 메달 합계 |
| ---- | -------- | ------ | ------ | ------ | --------- |
| 1    | 경기도   | 2      | 2      | 3      | 7         |
| 2    | 전라북도 | 0      | 0      | 0      | 0         |
| 2    | 충청남도 | 0      | 0      | 0      | 0         |
| 2    | 함경남도 | 0      | 0      | 0      | 0         |
| 합계 | 합계     | 2      | 2      | 3      | 7         |

### 청년부 메달 집계
| 순위 | 선수단   | 금메달 | 은메달 | 동메달 | 메달 합계 |
| ---- | -------- | ------ | ------ | ------ | --------- |
| 1    | 경기도   | 1      | 1      | 1      | 3         |
| 2    | 전라북도 | 0      | 0      | 0      | 0         |
| 2    | 충청남도 | 0      | 0      | 0      | 0         |
| 2    | 함경남도 | 0      | 0      | 0      | 0         |
| 합계 | 합계     | 1      | 1      | 1      | 3         |

### 중학부 메달 집계
| 순위 | 선수단   | 금메달 | 은메달 | 동메달 | 메달 합계 |
| ---- | -------- | ------ | ------ | ------ | --------- |
| 1    | 경기도   | 1      | 1      | 2      | 4         |
| 2    | 전라북도 | 0      | 0      | 0      | 0         |
| 합계 | 합계     | 1      | 1      | 2      | 4         |

### 메달 수상자
| 종목             | 금                                                                                   | 은                                                                                     | 동                                                                                   |
| ---------------- | ------------------------------------------------------------------------------------ | -------------------------------------------------------------------------------------- | ------------------------------------------------------------------------------------ |
| 청년부 남자 단체 | 금강구락부 정구단 (경기) · 구종태 · 김원태 · 심의인 · 윤성현 · 이세정 · 정규창       | 개성남부엡웟청년회 정구단 (경기) · 김성진 · 김흥길 · 김흥순 · 박홍근 · 이범탁 · 이한영 | 경성전수학교 정구단 (경기) · 김용철 · 김현정 · 백한성 · 이용휘 · 정진옥 · 한세복     |
|                  |                                                                                      |                                                                                        |                                                                                      |
| 중학부 남자 단체 | 송도고등보통학교 정구단 (경기) · 김용봉 · 박용학 · 유은상 · 최마태 · 한맹석 · 한진영 | 휘문고등보통학교 정구단 (경기) · 강선형 · 김명환 · 손흥윤 · 왕명구 · 이경구 · 이홍정   | 보성고등보통학교 정구단 (경기) · 권몽원 · 김복수 · 김정호 · 서중렬 · 이이돌 · 천기정 |
| 중학부 남자 단체 | 송도고등보통학교 정구단 (경기) · 김용봉 · 박용학 · 유은상 · 최마태 · 한맹석 · 한진영 | 휘문고등보통학교 정구단 (경기) · 강선형 · 김명환 · 손흥윤 · 왕명구 · 이경구 · 이홍정   | 양정고등보통학교 정구단 (경기) · 김광소 · 김연창 · 박두호 · 서재학 · 심원구 · 심윤중 |

## 참고 문헌
- “대한체육회 국내종합경기대회”. 대한체육회.
- “제2회 전국체육대회”. 대한체육회.
- “제2회 전국체육대회 정구 경기 결과”. 대한체육회.
- “제2회 전국체육대회 정구 청년부 경기 결과”. 대한체육회.
- “제2회 전국체육대회 정구 청년부 남자 단체 경기 결과”. 대한체육회.
- “제2회 전국체육대회 정구 중학부 경기 결과”. 대한체육회.
- “제2회 전국체육대회 정구 중학부 남자 단체 경기 결과”. 대한체육회.
- 《대한체육회 50년》. 대한체육회. 1970. 2020년 11월 8일에 원본 문서에서 보존된 문서. 2022년 11월 5일에 확인함.
- 《대한체육회 70년사》. 대한체육회. 1990. 2020년 11월 8일에 원본 문서에서 보존된 문서. 2022년 11월 5일에 확인함.
- 《대한체육회 90년사》. 대한체육회. 2011. 2020년 11월 8일에 원본 문서에서 보존된 문서. 2022년 11월 5일에 확인함.
- 대한체육회 100주년 기념사업부 (2020). 《대한민국 체육 100년》. 대한체육회. 2023년 9월 21일에 원본 문서에서 보존된 문서. 2024년 1월 23일에 확인함.
- “제2회 전국체육대회 정구 경기 결과”. 대한체육회.[깨진 링크(과거 내용 찾기)]
- “全朝鮮庭球大會(전조선정구대회)”. 동아일보. 1921년 6월 25일.
- “全朝鮮第一回庭球大會(전조선제일회정구대회)”. 동아일보. 1921년 10월 6일.
- “朝鮮初有(조선초유)의壯擧(장거)”. 동아일보. 1921년 10월 6일.
- “全朝鮮第一回庭球大會(전조선제일회정구대회)”. 동아일보. 1921년 10월 7일.
- “全朝鮮第一回庭球大會(전조선제일회정구대회)”. 동아일보. 1921년 10월 9일.
- “全朝鮮第一回庭球大會(전조선제일회정구대회)”. 동아일보. 1921년 10월 12일.
- “參加申請(참가신청)은今日限(금일한)”. 동아일보. 1921년 10월 13일.
- “全朝鮮第一回庭球大會(전조선제일회정구대회)”. 동아일보. 1921년 10월 13일.
- “橫說竪說(횡설수설)”. 동아일보. 1921년 10월 15일.
- “血湧肉躍(혈용육약)의此壯擧(차장거)!”. 동아일보. 1921년 10월 15일.
- “今日(금일) 全朝鮮第一回庭球大會(전조선제일회정구대회)”. 동아일보. 1921년 10월 15일.
- “勇壯(용장)한第一戰(제일전)”. 동아일보. 1921년 10월 16일.
- “今日(금일) 全朝鮮第一回庭球大會(전조선제일회정구대회)”. 동아일보. 1921년 10월 16일.
- “元山靑年選手上京(원산청년선수상경)”. 동아일보. 1921년 10월 16일.
- “白𤍠(백𤍠)된决勝戰(결승전)”. 동아일보. 1921년 10월 17일.
- “全朝鮮第一回庭球大會(전조선제일회정구대회)”. 동아일보. 1921년 10월 17일.
- “最終日(최종일)의壯觀(장관)”. 동아일보. 1921년 10월 18일.
- “痛烈(통렬)한最後戰(최후전)”. 동아일보. 1921년 10월 19일.
- “橫說竪說(횡설수설)”. 동아일보. 1921년 10월 20일.